# طحالب متجمدة

## طحالب متجمدة

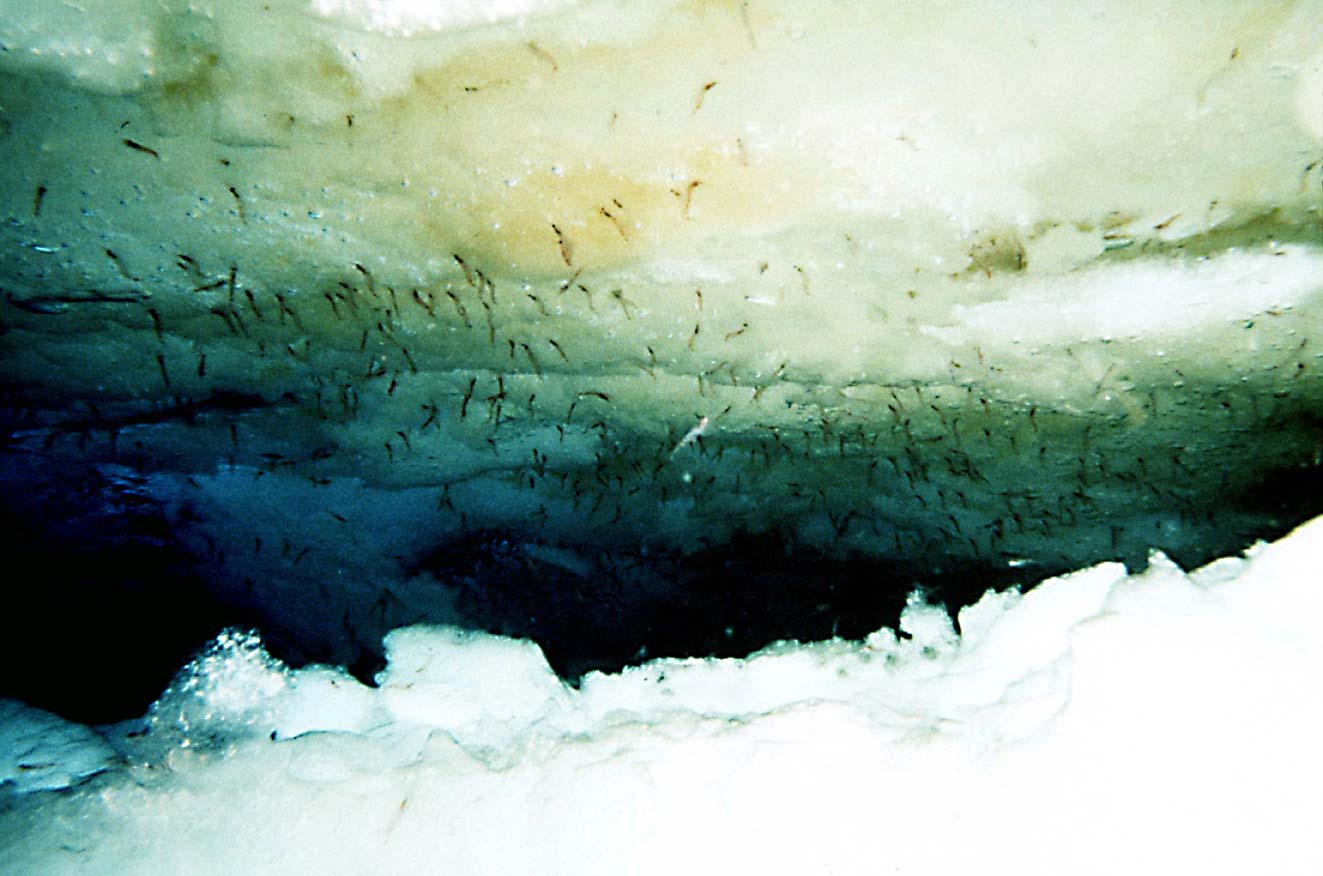

طحالب متجمدة (بالإنجليزي : Ice algae)هو مصطلح عام يستخدم لوصف أنواع مختلفة لتجمعات الطحالب في البحار المتجمدة خلال سنة أو سنوات متعددة , هذه التجمعات تعتبر جزءا هاما من من النظام الإيكولوجي القطبي لأنها تلعب دروا هاما في الإنتاج الابتدائي .
تتواجد هذه التجمعات معلقة على البلورات الجليدية أو بينها إضافة إلى تواجدها في قنوات المياه المالحة المتجمدة أو تحت السطوح الجليدية , وبالرغم من أن إنتاج العوالق النباتية أكبر من إنتاج الطحالب المعلقة في المحيط الجنوبي على مدار السنة إلا أن تزهر الطحالب يختلف اختلافا كبيرا عن تزهر العوالق النباتية من حيث التوقيت والتوزيع
بالتالي توفر هذه الطحالب موارد غذائية ذات مستوى عالي في المواسم التي ينخفض فيها الإنتاج البيولوجي .

## وصلات خارجية
- eman-rese.ca:
- BioOne
- Polar Science Center